# Березовка (Колышлейский район)
Березовка — село в Колышлейском районе Пензенской области, административный центр Березовского сельсовета.

## География
Село расположено на берегу речки Текучка (приток Хопра) в 8 км на север от районного центра посёлка Колышлей.

## История
Основано между 1710 и 1717 гг. князем Алексеем Черкасским, в 1717 г. у него 10 дворов переведенцев из Епифановского уезда. В 1747 г. – сельцо Покровское, Березовка тож, Завального стана Пензенского уезда помещика Петра Ивановича Матюшкина, 158 ревизских душ. Позднее принадлежало небогатым помещикам, сюда переводились крестьяне из Пензенского, Казанского, Симбирского, Ярославского уездов, Верхнего Ломова и др. С 1780 г. – в составе Сердобского уезда Саратовской губернии. На карте Генерального межевания 1790 г. показана как с. Покровское, Березовка тож, обозначена церковь. Однако по другим документам первый храм во имя Покрова Пресвятой Богородицы построен в 1800 г. В 1795 г. – село Покровское, Малая Березовка тож,  надворного советника Василия Алексеевича сына и его жены Ирины Ивановны (фамилии не указаны), 90 дворов, 432. В 1811 г. – село 20-ти мелких помещиков: Макаровы, Федоровы, Борисовы, Бухаров, Муромцев, Гулидовы, Дубенские, Ступишина, Блохин, Битюцкая, крестьян – 418 душ мужского пола, 4565 десятин земли, под селом 47 дес. по обе стороны речки Березовки, церковь деревянная во имя Покрова Пресвятой Богородицы с приделом во имя Николая Чудотворца. Позднее в селе насчитывалось 8 крестьянских обществ, по числу помещиков. В 1861 г. таковыми были Владыкины, Евсюков, Черкасовы, Юрьев, Зиновьев, Сомкова, Свиридов. В 1877 г. – волостной центр Сердобского уезда, 158 дворов, церковь, 3 ветряные мельницы, в одной версте от села – часовня. В 1911 г. в селе 227 дворов, имелась новая деревянная церковь (построена в 1892 г.), работала церковноприходская школа.
С 1928 года центр сельсовета Колышлейском районе Балашовского округа Нижне-Волжского края (с 1939 года — в составе Пензенской области). В 1955 г. – центр сельсовета, центральная усадьба колхоза «Мысль Ленина». В 1980-е гг. – центральная усадьба совхоза «Березовский». 

## Население
| 1747 | 1795 | 1859  | 1877  | 1911  | 1926  | 1939  |
| ---- | ---- | ----- | ----- | ----- | ----- | ----- |
| 316  | ↗854 | ↗1000 | ↘896  | ↗1482 | ↗1700 | ↘1368 |
| 1959 | 1979 | 1989  | 1996  | 2002  | 2010  |       |
| ↘688 | ↗959 | ↗1101 | ↘1054 | ↗1517 | ↘1402 |       |

## Инфраструктура
В селе имеются средняя общеобразовательная школа, врачебная амбулатория, отделение почтовой связи.